# Critérium national 1966
Le Critérium national  1966 est l'édition de l'année 1966 de la course cycliste à étapes du Critérium national qui se déroula les 26 et 27 mars à Revel - Saint-Ferréol. Cette course était exclusivement ouverte aux coureurs français.
La victoire finale revient à Raymond Poulidor.

## Classement général final
| Rang | Vainqueur (nationalité)     | Temps           |
| ---- | --------------------------- | --------------- |
| 1er  | Raymond Poulidor, France    | 8 h 33 min 53 s |
| 2e   | Roger Pingeon, France       | à 56 s          |
| 3e   | Jean-Claude Lebaube, France | à 2 min 12 s    |
| 4e   | Lucien Aimar, France        | à 2 min 30 s    |
| 5e   | Gilbert Bellone, France     | à 2 min 47 s    |
| 6e   | Raymond Delisle, France     | à 3 min 02 s    |
| 7e   | Henry Anglade, France       | à 3 min 04 s    |
| 8e   | Jean-Louis Bodin, France    | à 4 min 57 s    |
| 9e   | Désiré Letort, France       | à 5 min 04 s    |
| 10e  | André Foucher, France       | à 5 min 09 s    |

## Les étapes
L'épreuve se dispute en trois étapes : une course de côte, une épreuve en ligne et un contre-la-montre.
| Détail           | Date    | Villes étapes | km    | Vainqueur d'étape |
| 1re étape        | 26 mars |               | 157,8 | Gilbert Bellone   |
| 2e étape a       | 27 mars |               | 122,4 | Roger Pingeon     |
| 2e étape b (CLM) | 27 mars |               | 20,1  | Raymond Poulidor  |